# 大越健介
大越健介（おおこしけんすけ、1961年8月25日 - ）は、テレビ朝日専属（局契約）ニュースキャスター、元日本放送協会（NHK）放送総局報道局政治部記者。
20年以上におよぶNHKでの記者経験を活かして、NHK総合『ニュースウオッチ9』第4代男性メインキャスター・編集長を務めた。2021年10月より、テレビ朝日『報道ステーション』のメインキャスター。
大学時代に東大野球部で投手として活躍し日米大学野球の日本代表に選出された経歴も持つ。
2018年8月28日より日本財団アドバイザリー会議委員も務める（2021年9月現在で2期目）。

## 経歴
新潟県職員をしていた父の子として、新潟県三島郡寺泊町（現・長岡市）で誕生。3歳の時、父の転勤で新潟市へ移り、夏休みや冬休みには祖母が住む寺泊に帰る幼少期を送った。

### 学生時代
新潟市立石山中学校を卒業し新潟県立新潟高等学校へ進学。新潟高校では野球部に所属し、2年次に強肩の捕手として甲子園を目指した。翌3年次は投手へ転向し、春の県大会で準優勝したが、夏の県大会はベスト8で終わり、甲子園出場の夢は叶わなかった。大学でも野球を続けたかったが、高校時代の自分の実績では大学強豪野球部への入部はおぼつかないと考え、1浪して東京大学文科三類へ進学し、所属した野球部では、右サイドスローの投手として活動。1年生の秋からベンチ入りし、東京六大学リーグではエースとして通算50試合登板、8勝27敗、防御率3.52、142奪三振。8勝は東大の投手において5位タイ。特に石井浩郎等を擁した早大から2度完封勝利を挙げている。「東大だったんだから頭脳派だったんでしょう」とよく言われるというが、むしろその逆で、力と気迫を前面に押し出す投球が信条だったという。本人は「8勝も東大としてはまずまずだと思うけど、それよりも27敗を誇りに思う。よくここまで使ってもらえたと思うし、よくここまで投げぬいたな、と思う」と語っている。
1982年の新人戦では3連投し、立大に5-1、法大に2-0で勝利し、決勝の早稲田は0-1で惜敗。東大新人戦最高の準優勝に貢献した。
1983年、太田誠（駒澤大学野球部監督）によって、日米大学野球選手権大会の大学日本代表メンバーに史上初めて東大から選出された。その時の大学日本代表メンバーには明治大学の広澤克己、竹田光訓、日本大学の和田豊、法政大学の小早川毅彦（その後NHK野球解説者として共演）らがいた。大越は第3戦で二番手投手として登板している。のちに大リーグのセントルイス・カージナルスなどで活躍したマーク・マグワイアとも対戦した。
東京大学文学部国文学科を卒業。

### NHK時代
1985年NHKに入局。政治部の同期に小池英夫（NHK専務理事）や、安住淳（衆議院議員、元財務相、立憲民主党）が、他の同期に出川展恒がいる。初任地は岡山局 で、以後、国内各放送局での勤務を経て報道局政治部に配属。政治記者として、橋本龍太郎（第82代内閣総理大臣）の番記者や、自由民主党竹下派経世会担当記者などを務めた。その傍ら、NHKのニュース番組では国会のレポート及び『クローズアップ現代』等に出演。

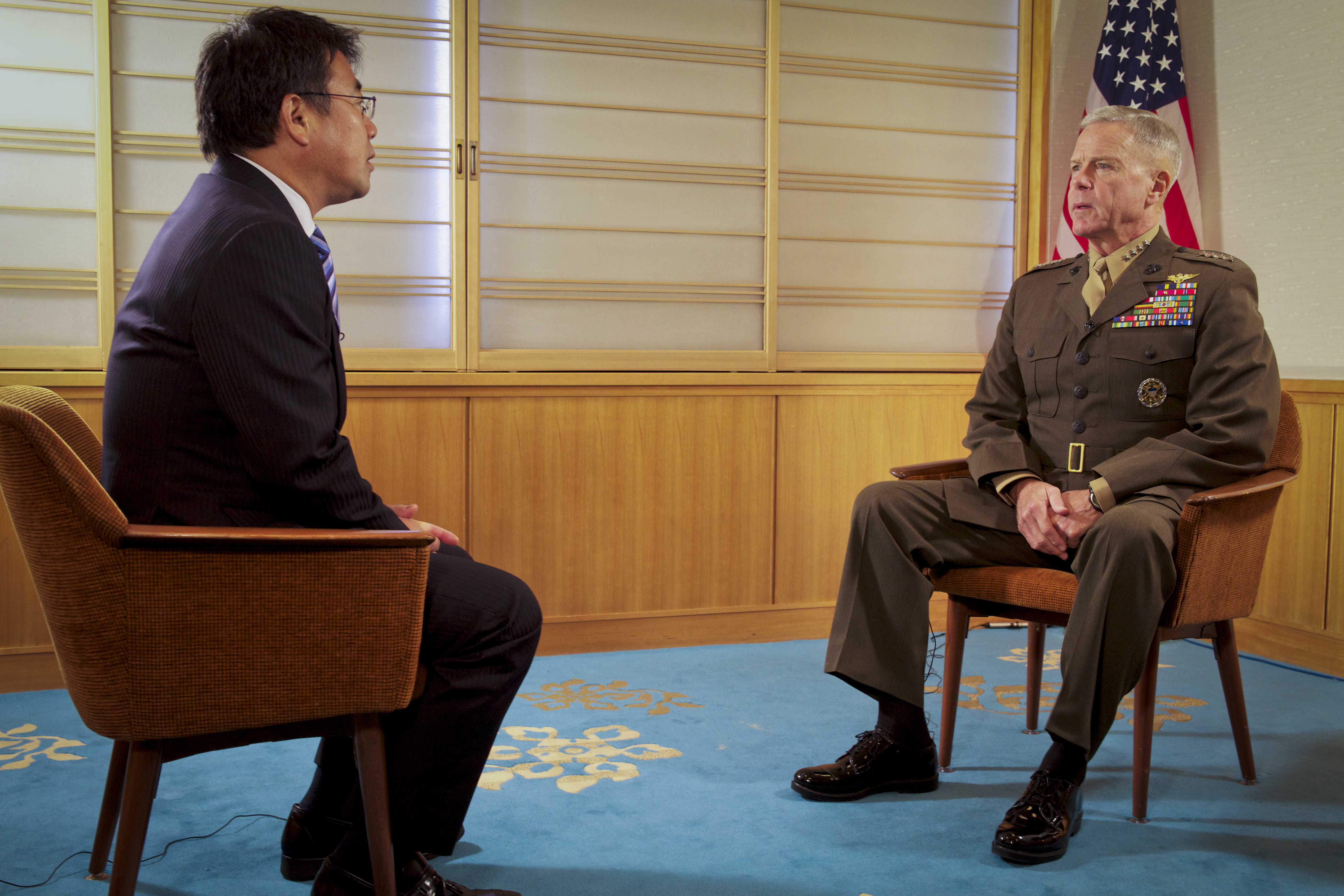
アメリカ海兵隊司令官James F. Amosに対して英語でインタビューする大越健介。2012年8月14日。

英語が非常に堪能であり、2005年よりワシントン支局へ配属となった。2年間の海外特派員を経て、2007年同支局長に就任。米国滞在中はジョージ・W・ブッシュ大統領への直接取材や、バラク・オバマの大統領就任式取材総指揮などを行った。2009年6月に帰国し、報道局政治部に復帰。2010年3月29日、前任の報道局社会部記者・田口五朗の後任で『ニュースウオッチ9』のメインキャスターに就任。政治記者一筋で取材経験の豊富さから番組内ではニュースのまとめとして、政治色を絡めつつ「大越自身の意見を表明する」というNHKの歴代ニュース番組としては異例のスタイルがたびたび話題となった。2015年3月27日をもって井上あさひアナウンサー、広瀬智美アナウンサーと共にキャスターを退任した。
2018年4月から『サンデースポーツ2020』のキャスターを務める。2020年9月で同番組を降板し、10月から『NHKスペシャル』のキャスターに就任。
2021年6月30日付けをもってNHKを定年退職した。

### テレビ朝日時代
2021年秋の改編にてテレビ朝日『報道ステーション』の月曜日から木曜日におけるメインキャスターへの起用が発表され、2021年10月からその仕事を務め始め、2022年10月からはさらに金曜日も加え、月曜日から金曜日まで『報道ステーション』のメインキャスターを務めている。

## 逸話
- 野球選手としての実績から、2010年4月発売の『週刊ベースボール』にて特集が組まれている。2011年には『週刊ベースボール』にて「Baseball Watch」と題したコラムを隔週連載していた。
- 『報道ステーション』のメインキャスターに着任してわずか数日後の2021年10月7日、番組放送中の22時41分ごろに地震（千葉県北西部地震）が発生しスタジオも揺れヘルメットを被りアドリブ対応を迫られた際には、まだテレ朝スタッフとのやりとりや民放の地震発生時のやり方に慣れていないことも重なり、さすがに少し動揺した[18]。
- 2022年6月16日放送の『報道ステーション』における党首討論で、NHK党（当時）の立花孝志党首の発言内容が与えられたテーマにそぐわないと判断をして発言を制止したところ、立花から同月20日に大越およびテレビ朝日に対して損害賠償訴訟を起こされたが、2023年8月31日、東京地裁にて「発言の制止は必要かつ相当な行為で、（立花氏はその制止を）甘受すべきだ」として原告の立花の請求は棄却されている。

## 私生活
父は若い頃から勉強熱心な人物だったが、その父（大越健介の祖父）が早くに亡くなり長男だったので一家の大黒柱にならざるを得なくなり新潟県庁の職員をしていたが、新潟市内に家を構えてからは勉強好きの虫がうずき、勤めながらも午前3時頃に起きて資格取得などのために猛勉強をし、念願の税理士の資格を取得するとすっぱりと県庁を辞め、自宅で税理士事務所を始め、"一国一城の主" となった。大越健介はそういう勉強熱心な父を見て育った。
実兄は、日本歯科大学新潟生命歯学部教授兼、日本歯科大学医科病院病院長の大越章吾。
24歳で結婚し、3人の息子に恵まれた。妻との馴れ初めは、大学時代に心置きなく野球に打ち込みたくて脱臼ぐせのある左肩の手術のために整形外科に入院したところ、そこに看護実習生として妻が来ていて大越の担当になり、退院時にお礼を伝えようとして手紙を書いたことが、他意は無かったのに、後から振り返ってみると結婚へと繋がったという。
32歳から八王子の郊外に住んでいる。八王子での生活や通勤時の出来事をブログやコラムなどで執筆することがある。
長男の遼介は日本大学第三高等学校の左腕エースとして第87回・夏の甲子園でベスト8に進出。明治大学硬式野球部でプレーした後、光シーガルズに内野手として所属した。2012年の引退後は、デザイン学校でグラフィックデザインを学び、グラフィックデザイナーとして活動。東京都小金井市の市制施行60周年シンボルマークを手がけた。 NHK内のブログで、2014年12月に長男に娘が生まれ、すなわち孫娘が生まれ、自身は祖父（おじいちゃん）になったと報告した。
2012年、同郷であるDJケミカル（FUNKY MONKEY BABYS）のパフォーマンスの意味が理解できず三男にたずねたところ、「彼がいるから盛り上がる」という答えが返ってきたという。
ネコを飼っている。名前はコタロー。色は茶白。大越健介が自宅でパソコンに向かって文章を書いていると、ほぼ必ず横にやって来て"監修任務"につく。「にゃあ」と言うくらいで、文章に文句をつけることはないのだが、ときどきキーボードの上を横断したり居すわったりして、すでに書いた文章を台無しにすることがある。

## 出演
| 期間          | 期間          | 番組名                                                                            | 役職                 | 備考                                                                                       |
| ------------- | ------------- | --------------------------------------------------------------------------------- | -------------------- | ------------------------------------------------------------------------------------------ |
| 2010年4月     | 2015年3月     | ニュースウオッチ9（NHK総合）                                                      | メインキャスター     |                                                                                            |
| 2018年4月     | 2020年9月     | サンデースポーツ2020（NHK総合）                                                   | 司会                 |                                                                                            |
| 2019年4月     | 2021年6月10日 | マイあさ!（NHKラジオ第一）                                                        | 木曜日レギュラー出演 | 同局定年退職に伴い降板                                                                     |
| 2021年3月11日 | 2021年3月11日 | NHKスペシャル『定点映像 10年の記録 〜100か所のカメラが映した“復興”〜』（NHK総合） | 進行キャスター       | 同日で東日本大震災（東北地方太平洋沖地震）から10年を迎えた事に伴い、左記をテーマにして放送 |

| 期間           | 期間           | 番組名             | 役職                        |
| -------------- | -------------- | ------------------ | --------------------------- |
| 2021年10月     | 2022年9月      | 報道ステーション   | 月 - 木曜日メインキャスター |
| 2021年10月31日 | 2021年10月31日 | 選挙ステーション   | メインキャスター            |
| 2021年11月15日 | 2021年11月15日 | 徹子の部屋         | ゲスト出演                  |
| 2022年1月28日  | 不定期放送     | タモリステーション | ナビゲーター                |
| 2022年10月     | 現在           | 報道ステーション   | メインキャスター            |

## 関連人物
- 曽我健 - 同郷の先輩。元NHK社会部記者、同解説委員長。